# Komňa
Komňa är en ort i Tjeckien.   Den ligger i distriktet Okres Uherské Hradiště och regionen Zlín, i den östra delen av landet, 270 km sydost om huvudstaden Prag. Komňa ligger 364 meter över havet och antalet invånare är 550.
Terrängen runt Komňa är kuperad åt sydost, men åt nordväst är den platt. Runt Komňa är det ganska glesbefolkat, med 40 invånare per kvadratkilometer. Närmaste större samhälle är Uherský Brod, 11,7 km väster om Komňa. I omgivningarna runt Komňa växer i huvudsak blandskog.